# Stocko Contact
Die Stocko Contact GmbH & Co. KG (Eigenschreibweise STOCKO) ist ein mittelständisches deutsches Unternehmen auf dem Gebiet der Elektrotechnik und Hersteller von elektromechanischen Verbindungselementen. Hauptabnehmer dieser Bauteile sind die Hausgeräte- und Heizungsindustrie, Automobilindustrie, Beleuchtungsindustrie und der Maschinenbau. Die Verbindungselemente werden unter anderem in Herden, Waschmaschinen, Trocknern, Geschirrspülern, Haushaltskleingeräten, Getränkeautomaten, Spielautomaten und Automobilen verbaut.
Hauptsitz des 1901 gegründeten Unternehmens ist Wuppertal. Produktions- bzw. Montagestandorte befinden sich in Hellenthal, Andlau, Sokolov und Shanghai. Im Verbund mit der Wieland Holding bestehen 14 Standorte in verschiedenen Ländern mit insgesamt 2.200 Mitarbeitern, darunter 600 bei Stocko.
Seit 1998 ist Stocko neben der in Bamberg ansässigen Wieland Electric GmbH Teil der Wieland Holding.

## Unternehmensstruktur

Luftbild Zweigwerk Hellenthal

| Wieland Holding | Wieland Holding |
| --- | --- |
| Wieland Electric GmbH - Gründung 1910 Hersteller von elektrischer Verbindungstechnik und Elektronik - Finanziell unabhängiges Familienunternehmen | Stocko Contact GmbH & Co. KG - Gründung 1901 - Hersteller von Steckverbindersystemen und Crimpkontakten - 1998 Integration in die Wieland Holding GmbH |

## Geschichte

### Anfänge
Alfred Aders, Heinrich Pfeiffer und Johann August Stock gründeten 1901 in Wuppertal-Sonnborn die Firma Stock & Co. In ihrer Fabrik stellten sie in erster Linie Hohlnieten, Ösen und Druckknöpfe her. Sie fanden unter anderem an Schuhen oder in Sportgürteln mit Ledertaschen Verwendung und wurden bis nach Ostasien, Südamerika und Afrika exportiert. 1911 entstand in Hellenthal ein Zweigwerk. Stock & Co. beschäftigte zu dieser Zeit 110 Mitarbeiter. In den folgenden zwei Jahrzehnten wurde die Knopffabrik zu einer Kleinmetallwarenfabrik ausgebaut. Der Name Stocko, der bereits als Markenname verwendet wurde, wurde ab 1923 Bestandteil des Firmennamens. Neben den weiterhin bestehenden Stock & Co. KG Metallwaren- und Celluloidwaren-Fabriken entstand die Stocko GmbH.
Ab Mitte der 1920er Jahre trieb Stock & Co. KG die Vollautomatisierung bei der Serienfertigung voran und entwickelte hierfür spezielle Ansetzmaschinen sowie eigene Werkzeuge. 1926 gab es mit dem neu gegründeten Fertigungswerk in Leningrad erste Expansionsbestrebungen ins Ausland. Ein zweites Werk folgte 1933 mit Stocko Metal Works in England, nachdem das Werk in Leningrad an den russischen Staat verkauft worden war. 1929 entwickelte Stock & Co. KG aus der Schuhöse in Verbindung mit einer Lötfahne die Lötöse.
In den 1930er Jahren bis zum Zweiten Weltkrieg wuchs das Unternehmen, eröffnete Zweigwerke in Malmedy und Antwerpen sowie in Frankenstein. 1935 beschäftigte es über 500 Mitarbeiter; zwei Jahre später über 1.000. Im Jahr 1937 wurden die beiden Firmen Stock & Co. KG und Stocko zu einer Offenen Handelsgesellschaft namens Stocko Metallwarenfabriken Hugo und Kurt Henkels vereinigt.

### 1940 bis 1990

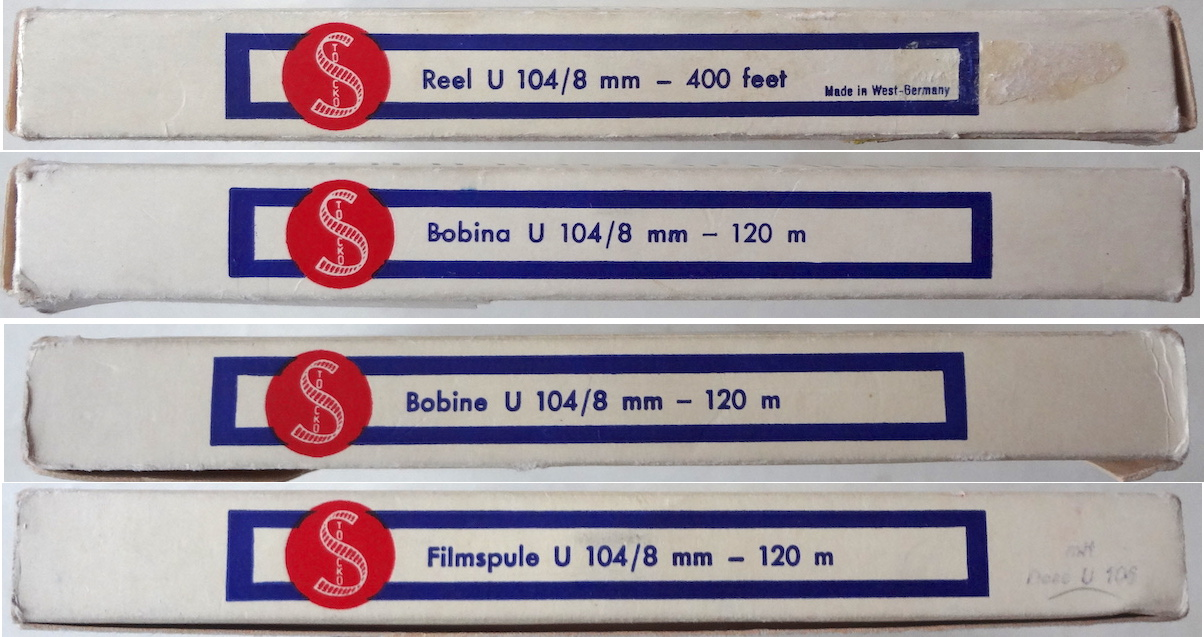
8mm-Filmbox der Marke Stocko, 1960er Jahre

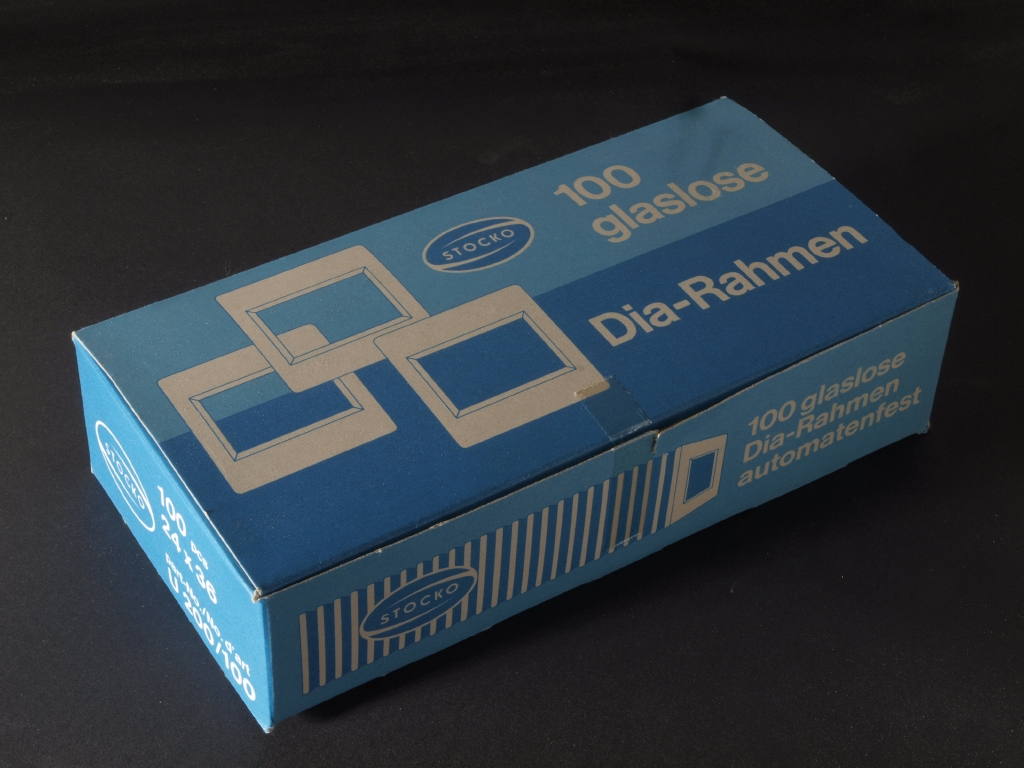
Glaslose Diarahmen für das Kleinbildformat

1940 arbeiteten 1.800 Menschen bei Stocko. Als Folge des Zweiten Weltkriegs gingen die Werke in Belgien, Schlesien und England verloren; die Mitarbeiterzahl sank mit Ende des Krieges auf 300.
Nach dem Krieg stellte das Unternehmen Filmspulen aus Kunststoff her und erweiterte die Produktpalette beispielsweise um Tonbandspulen oder Diarahmen. Auch Wecker wurden gefertigt. Aus den Erfahrungen in der Kunststofftechnik entwickelte sich in Verbindung mit den vorhandenen Einrichtungen später die Fertigung von Isoliergehäusen für Mehrfach-Steckverbinder, die heute das Kerngeschäft bilden. 1951, dem Jahr des 50-jährigen Bestehens, beschäftigte Stocko wieder 1.000 Mitarbeiter. In den 1950er Jahren folgten die Gründungen von Tochtergesellschaften in Frankreich und England und 1960 in Zürich die Stocko Metallwaren AG.
In den Jahren darauf setzte sich die Expansion im Ausland fort. 1971 wurde Stocko France S.A. von Barr im Elsass ins benachbarte Andlau verlegt. Ein Jahr später folgte die Gründung der belgischen Tochtergesellschaft Stockobel S.P.R.L. in Malmedy, wo bereits vor dem Krieg ein Werk von Stocko bestanden hatte.
Anfang der 1980er Jahre zählte die Gesamtbelegschaft im In- und Ausland 1.700 Mitarbeiter. Pro Tag verließen fast 60 Millionen Teile die verschiedenen Werke. Das Werk in Andlau wurde 1980 um 2.000 m² vergrößert, 1987 die Produktionsfläche in Malmedy mehr als verdoppelt. Seit 1982 wurden die damals neuen Videoarchivkassetten gefertigt.

### Umstrukturierungen
1994 wurde der Geschäftsbereich Verschlusstechnik an den japanischen Konzern YKK verkauft und unter dem Namen Stocko Fasteners GmbH im Wuppertaler Stadtteil Sonnborn weitergeführt. Das im Stadtteil Vohwinkel verbliebene Stocko-Kerngeschäft ging weiter dem Bereich Verbindungstechnik nach. 1997 wurde für die Firma ein Vergleichsantrag gestellt, der aber abgewendet werden konnte. 1998 übernahm die Wieland Gruppe in Bamberg die Stocko Metallwarenfabriken Henkels & Sohn GmbH & Co. Der Geschäftsbetrieb wurde unter dem neuen Namen Stocko Contact GmbH & Co. KG fortgesetzt.
2001 feierte Stocko sein 100-jähriges Bestehen. An vier Standorten (Wuppertal, Hellenthal, Andlau und Malmedy) arbeiteten nun insgesamt 550 Beschäftigte.
2009 wurde das Werk in Malmedy im Zuge der Finanzkrise geschlossen und die Produktion nach Hellenthal verlagert.

## Geschäftsfelder und Produktportfolio

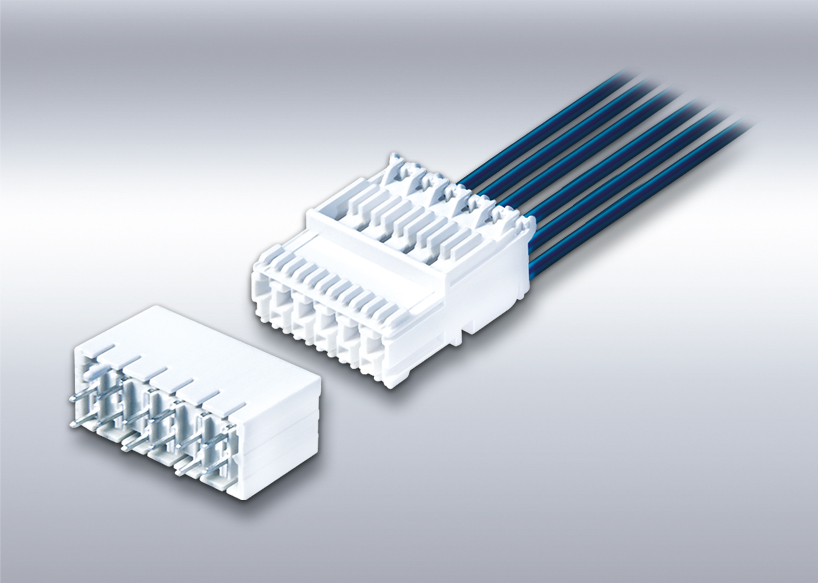
RAST 5 Steckverbinder

Das Unternehmen ist hauptsächlich in vier Märkten vertreten:
- Hausgerätetechnik
- Heizungstechnik
- Automotive
- Industrie

Im Bereich Hausgerätetechnik bezeichnet sich Stocko als führender Hersteller von elektromechanischen Bauteilen, die dort in Leistungs- bzw. Steuerkreisen eingesetzt werden.
Hergestellt werden insbesondere Steckverbindersysteme mit Schneidklemm-, Crimp- oder Lötanschluss, RAST-Steckverbinder, lötfreie Verbinder, Crimpkontakte, kundenspezifische Sonderentwicklungen sowie Verarbeitungssysteme für alle Stocko-Produkte. In der Beleuchtungstechnik fertigt das Unternehmen Komponenten zum Einsatz in Scheinwerfern, im Motorraum, im Armaturenbrett oder in elektrischen Spiegeln. Die Produktion ist vielfach automatisiert.
Der Umsatz des Gesamtportfolios lag im Jahr 2016 bei etwa 115 Millionen Euro, 2017 bei knapp 130 Millionen Euro.